# Oving
Oving es una localidad inglesa del condado de West Sussex, en el Reino Unido.

## Geografía
Se ubica en el distrito de Chichester, perteneciente al condado de West Sussex. Entre las localidades circundantes se encuentran Tangmere, South Bersted, Merston y Weshampnett.

## Demografía
En 1831 tenía contabilizada una población de 789 habitantes, y hacia comienzos del siglo XX esta había aumentado a unos 1660 habitantes. En el censo de 2001 la parroquia de Oving tenía 1022 habitantes.